# Les Flamboyants (série télévisée)
 (février 2023).
Si vous disposez d'ouvrages ou d'articles de référence ou si vous connaissez des sites web de qualité traitant du thème abordé ici, merci de compléter l'article en donnant les références utiles à sa vérifiabilité et en les liant à la section « Notes et références ».
Les Flamboyants est un feuilleton télévisé français créé par Jean-Luc Azoulay et diffusé à partir du 17 octobre 2011 sur Guadeloupe 1re.
En France métropolitaine, elle a été diffusée sur France Ô.

## Synopsis
Les Flamboyants est le spin-off de Baie des flamboyants et raconte comment Mélanie a repris un hôtel en Guadeloupe qu'elle dirige avec ses amis (Christian, Arthur, Rémy, Cynthia, Aurélie) et sa famille (Isabelle et Ludo) quand tout à coup elle retrouve son ancien mari Marc, disparu depuis longtemps.

## Distribution

### Acteurs principaux
- Luana Bellon : Isabelle Laurent-Rose
- Lakshan Abenayake : Marc Saint-Val
- Angel Chow-Toun : Mélanie Laurent-Rose
- Benjamin Rovello : Rémy Colona
- Frankie Sibert : Cynthia Alban
- Nicolas Suret : Ludovic Laurent-Rose
- Greg Templet : Arthur d'Anglade
- Siegfried Ventadour : Christian d'Anglade
- Angèle Vivier : Aurélie Carion
- Supayass Play're : Zachary « Zac » Bevilaqua

### Acteurs récurrents
- Shanel Hill : Marie-Belle Lalande / Marie-Eve Lalande
- Sandrine Salyères : Kim « Jolly » Jolio
- Nicolas Bienvenu : Didier Walker
- Olivier Benard : Abel
- Audrey Duputie : Line
- Cindy Minatchy : Johanna Rehal
- Maxime Utille Grand : Vincent Stabler
- Salomé Thibeaudeau : Kelly Pinson
- Thomy Mamarot : Pierre Varangue
- Philippe Cariou : Jean Pinson
- Richard Lornac : Roger
- Magalie Madison : Gisèle
- Linda Pley : Justine
- Anthony Le Mouroux : Raphaël Delcourt
- Laurent Godart : Lolo
- Virginie Ferton : Myriam
- Magloire : Mathis
- Steve Brookson : Julio Camacho
- Grégoire Pascal : Le tueur
- Chert Eutoni : Dan
- Anna Pasquier : Mimi Pinson
- Laetitia Carti : Infirmière
- Clelia Ronchetti : Angelina
- David Hannoah : Yogi, le voyant
- Erwan Trotel : Rudy
- Aurélie Alpha : Sophie
- Alain Paméole : Santoni
- Lorenzo : José
- Xavier Richard Mirre Minori : Dumont
- Axell Hilaricus : Gynécologue
- Yana Gibbs : Le docteur
- Yann Cessot : Jimmy
- Charlotte Barbe : Mylène
- Delphine Honig : Linda
- Hariett Vonderscher : Adeline
- Christopher Mermeline : Joël
- Akim Medjot : Francis